# 伊藤勝一
伊藤 勝一（いとう かついち、1940年 - ）は、横浜市出身のグラフィックデザイナー、アートディレクター、タイポグラファー。
伊藤勝一デザイン室代表。多摩美術大学造形表現学部非常勤講師。JAGDA会員・日本タイポグラフィ協会 OB会員。

## 来歴
1962年 武蔵野美術大学商業デザイン科卒。
(株) エージー、(株) グレイ大広を経て1977年 伊藤勝一デザイン室創設。

## 主な作品
- 国際証券 シンボルマーク 1981年
- ヒューマンホールディングス シンボルマーク
- 日清製油 オイリオ(OilliO) シンボルマーク 2002年
- ニッコーホテルインターナショナル シンボルマーク
- 旭化成工業 シンボルマーク 2001年
- DOit シンボルマーク
- インテグレ VI システム
- フジタ VI システム　1985年
- フォント「タイポス」開発（共同）1968年

## 主な受賞歴
- 日本レタリングデザイナー協会展 協会賞・同特選（共同）
- 日本レタリング年鑑 金賞（共同）
- 日経サイエンス賞 日経広告賞 部門賞 4回
- 日本新聞協会広告賞 電通広告賞 部門賞 2回
- 雑誌広告賞金賞 9回
- 日本タイポグラフィ年鑑 ベストワーク賞 4回 など

## パーマネントコレクション
- キングスポール美術館

## 個展
- イラストの視点 1977年
- 富士ゼロックスの広告 - 12年 1980年
- 漢字の感字展 1986年
- 伊藤勝一・舟橋全二ジョイント展 1991年
- LOGOMARK 45展 1992年 など

## 著書
- 伊藤勝一の漢字の感字 朗文堂 1986年[1]
- あいうのえほん 朗文堂 1988年[1]

## 関連人物
- 桑山弥三郎